# Corcoduș
Corcodușul (Prunus cerasifera, sinonim P. divaricata, denumit regional și zarzăr sau boambe) este o specie de plante care aparține genului Prunus, nativă din centrul și estul Europei, sud-vestul și centrul Asiei.
Numele zarzăr este folosit regional pentru corcodus. (Prunus armeniaca L., sinonim Armeniaca vulgaris Lam.).
Este unul dintre primii arbori europeni care înfloresc primăvara, adesea pe la mijlocul lunii aprilie.

## Descriere
Arborele poate atinge 6–15 m înălțime. Frunzele au între 4 și 6 cm lungime, florile sunt albe cu diametrul de 1.5–2 cm, având cinci petale. Fructul este o drupă cu diametrul de 2–3 cm, având culoarea galben sau roșu; sunt comestibile și ating maturitatea începând de la mijlocul lunii august până la mijlocul lunii septembrie.

## Imagini

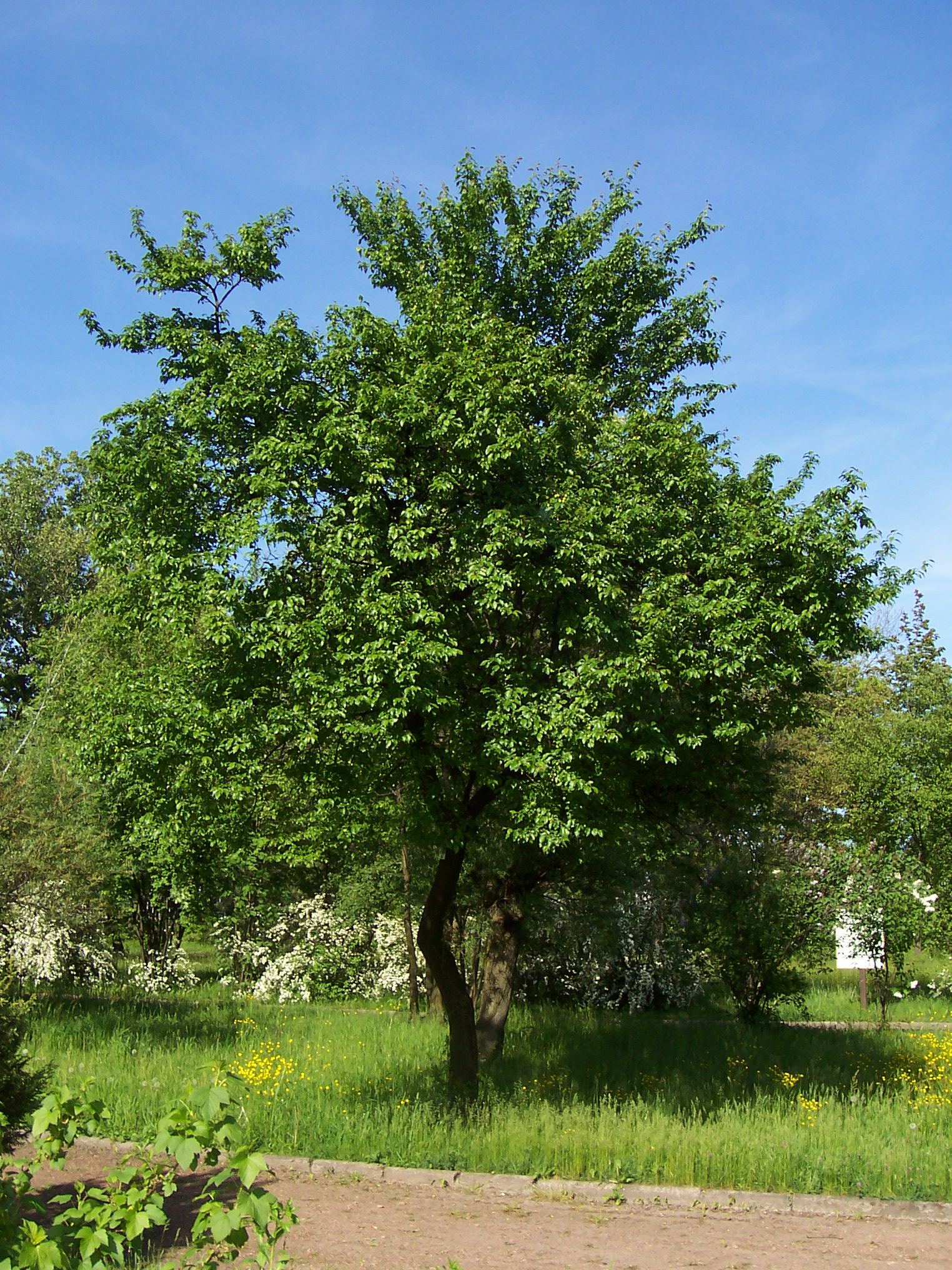
Corcoduș
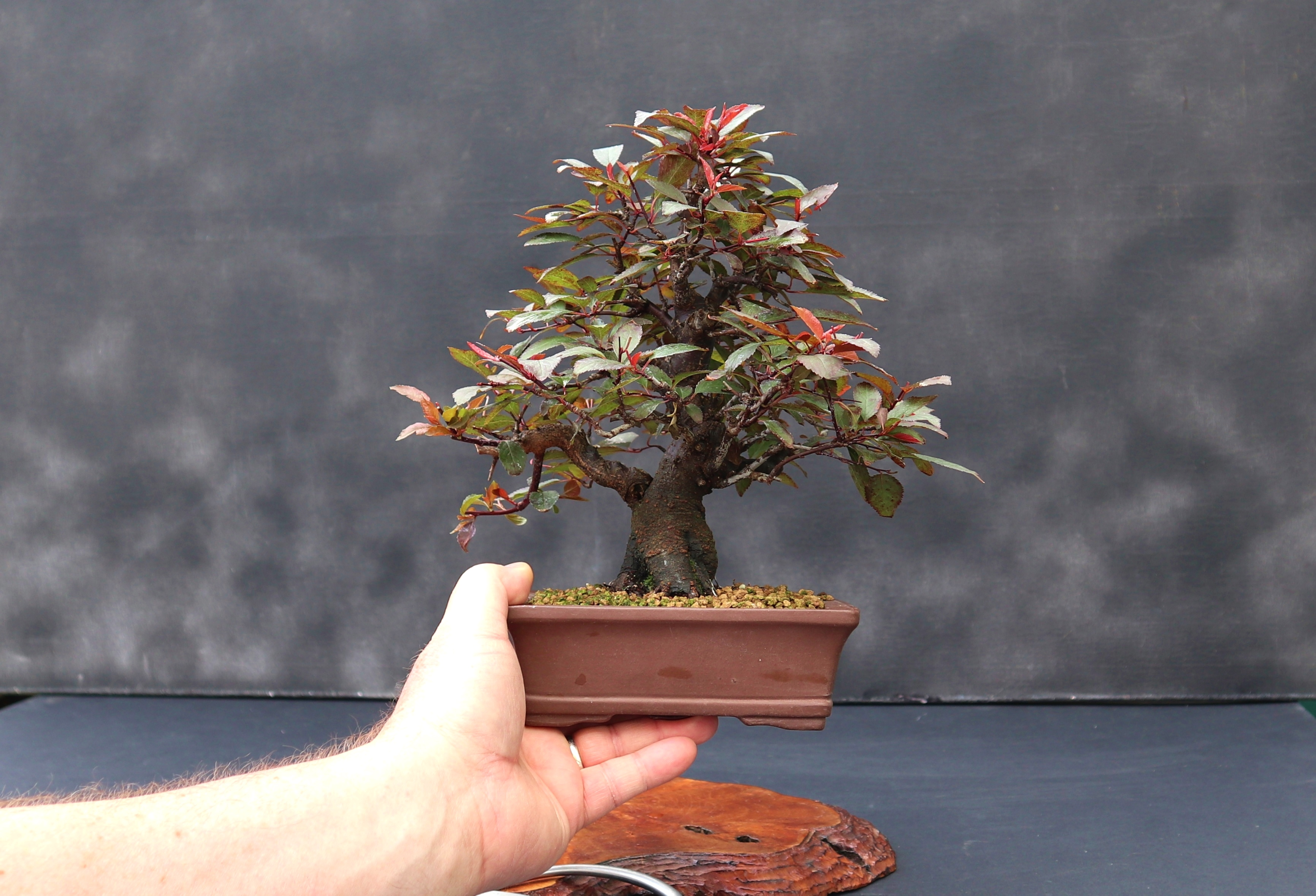
Bonsai de corcoduș
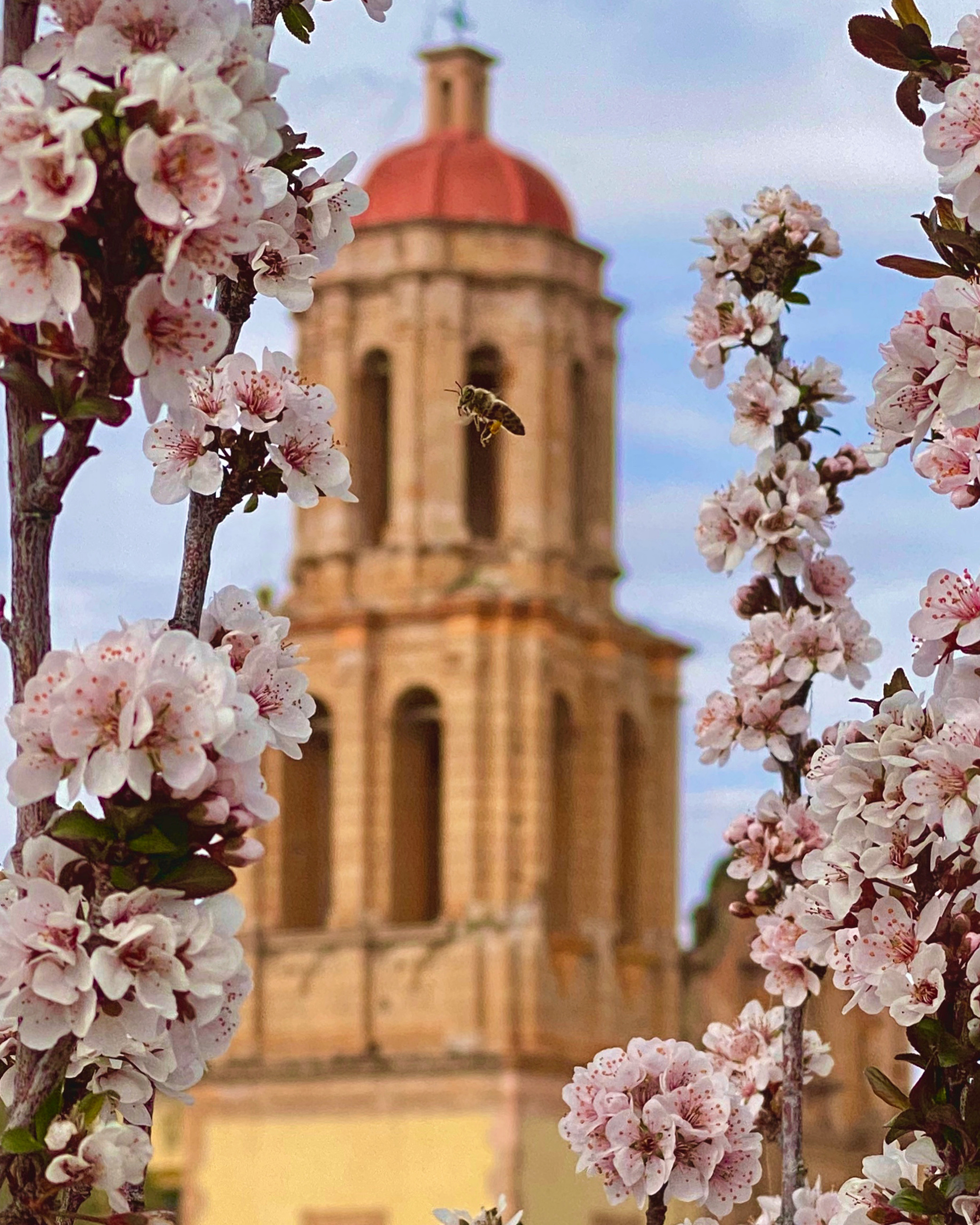
Flori de corcoduș primăvara
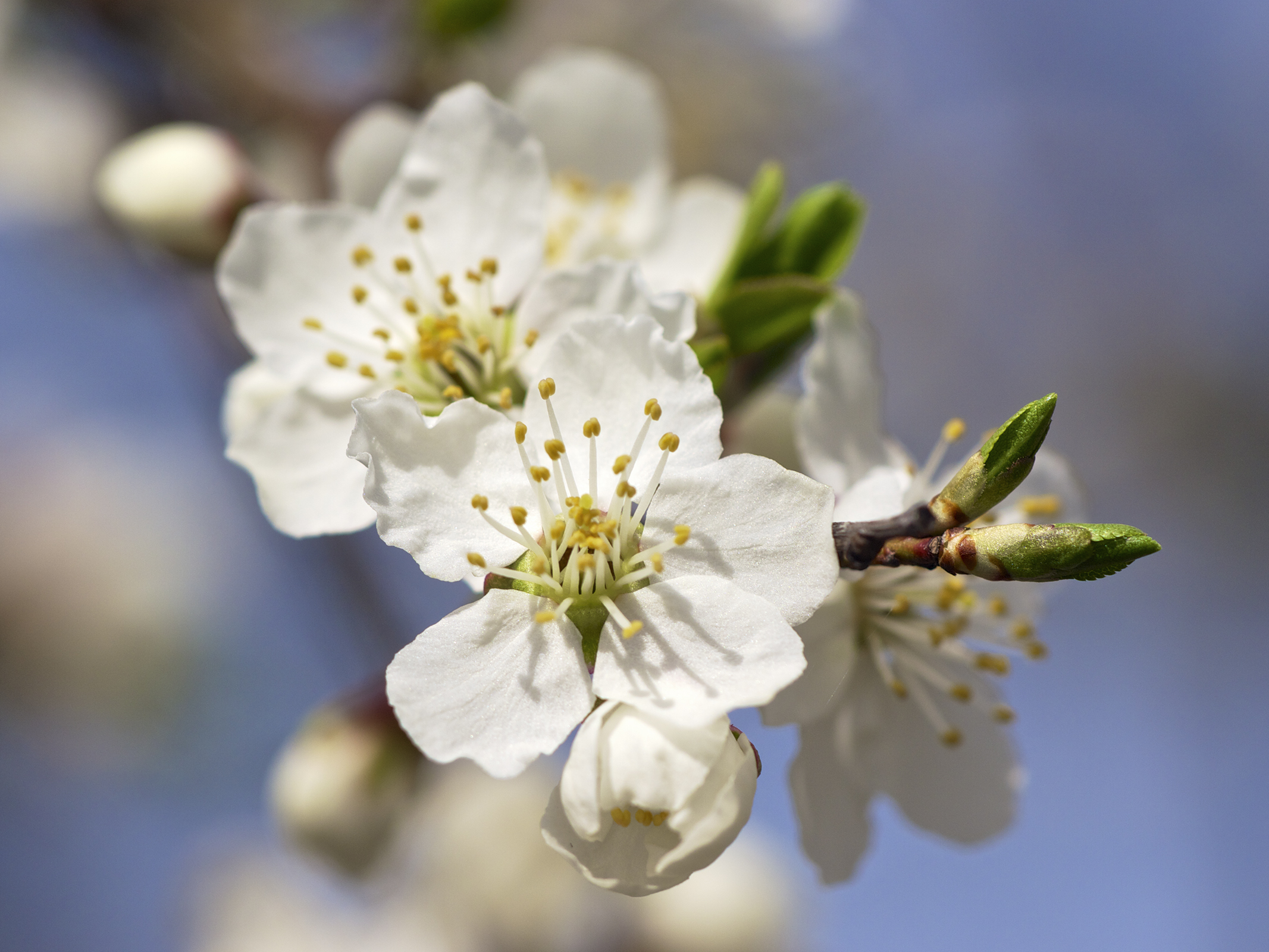
Flori de corcoduș
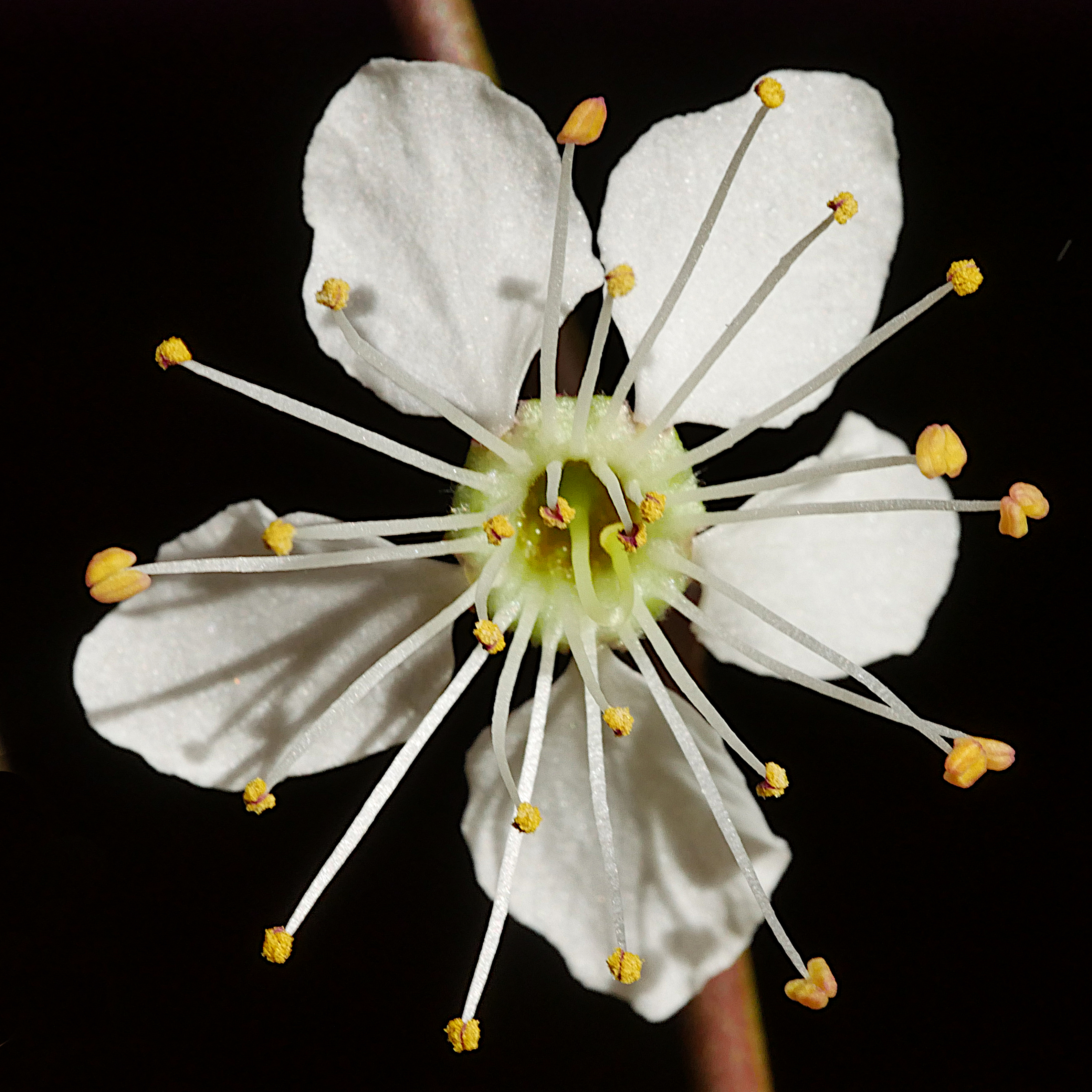
Floare de corcoduș (detaliu)
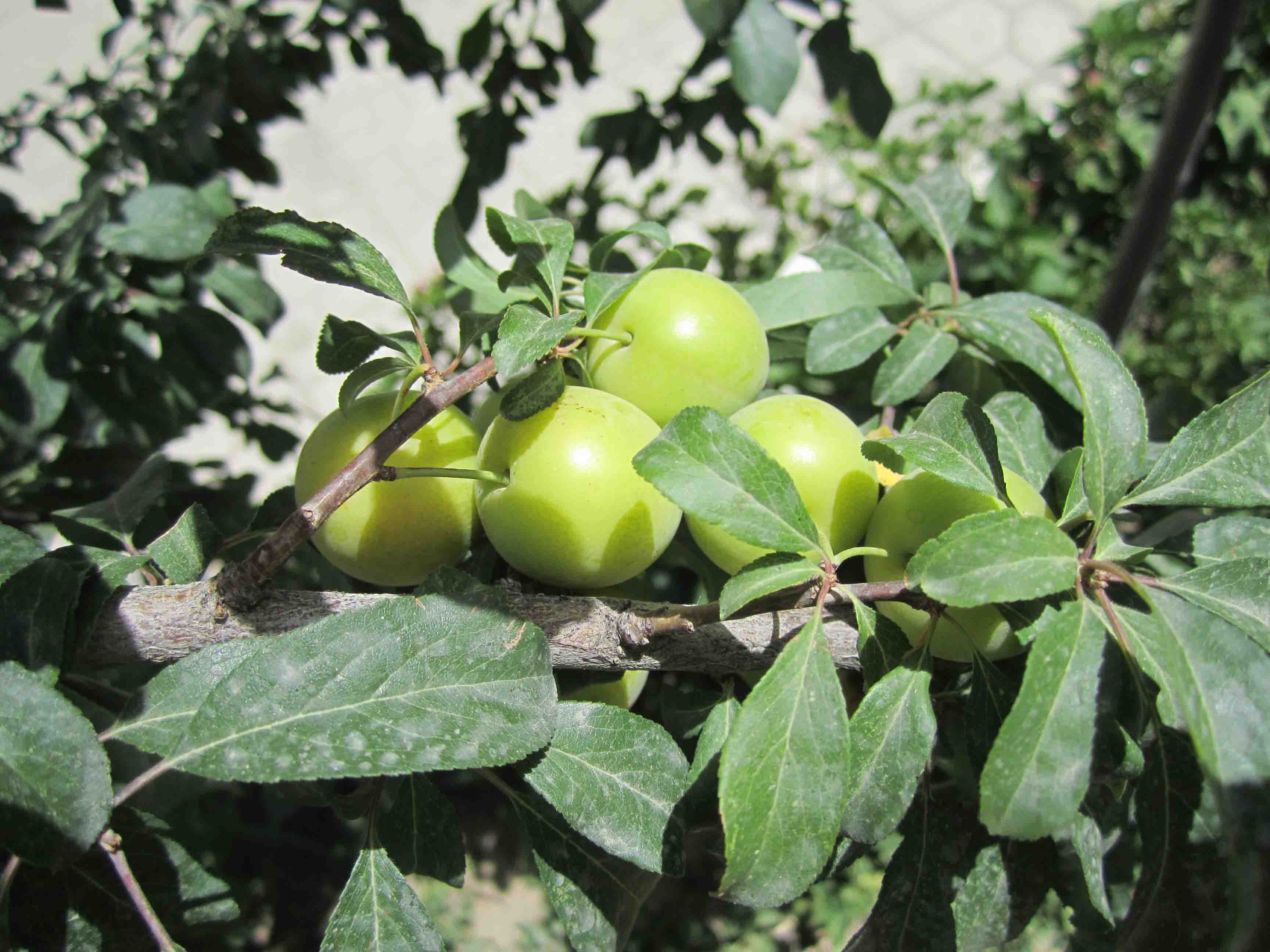
Fructe de corcoduș necoapte
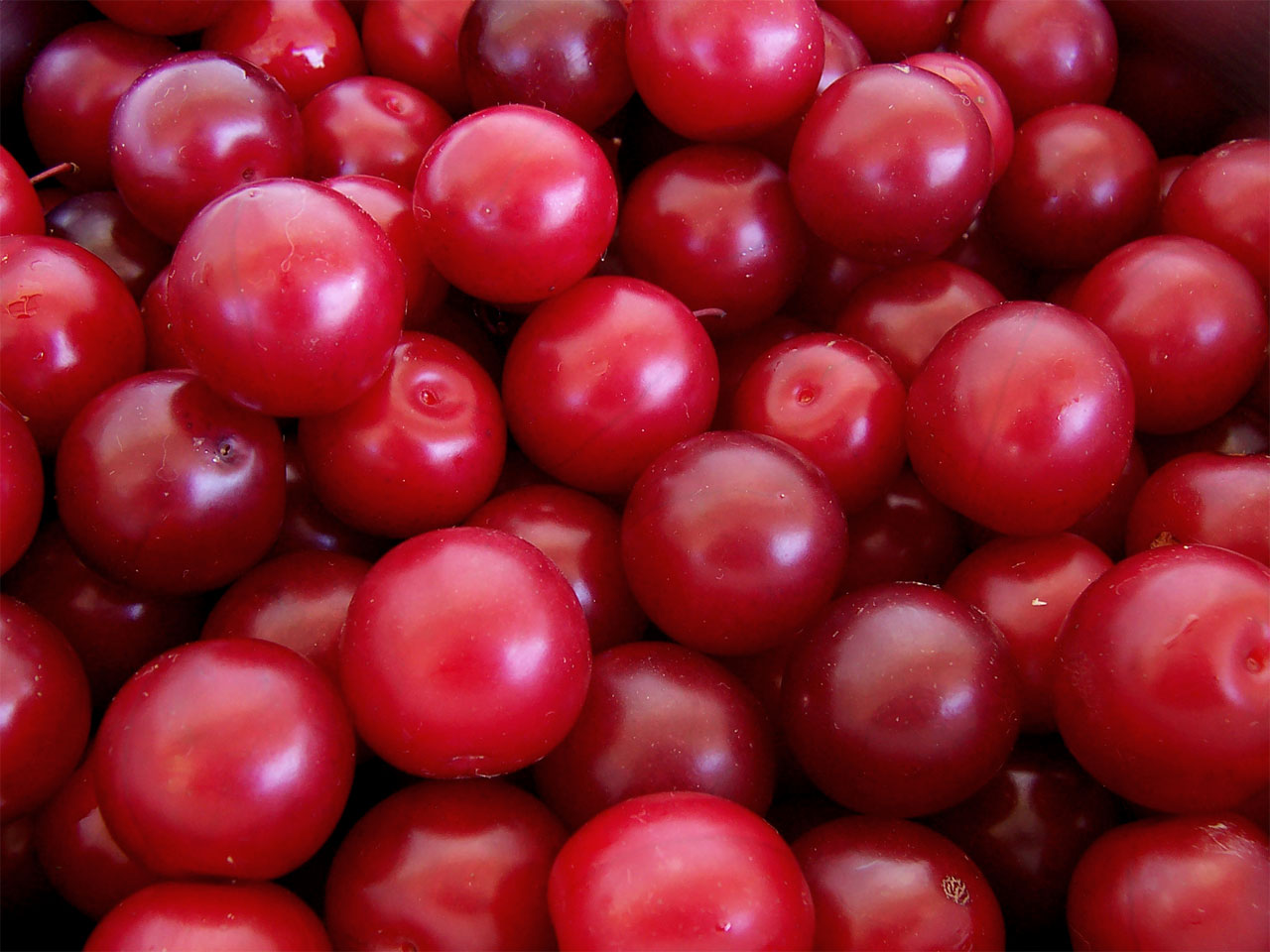
Corcodușe roșii

## Legături externe
- Materiale media legate de Corcoduș la Wikimedia Commons